# LT그룹
LT그룹(영어: LT Group)은 과거 희성그룹 계열사였던 LT삼보(구 삼보이엔씨), LT메탈(구 희성금속), LT정밀(구 희성정밀), LT소재(구 희성소재)를 중심으로 2019년 1월 분리된 범 LG그룹의 기업 집단이다.

## 계열사
- LT삼보
  - LT메탈
  - LT정밀
    - LT소재